# Brødtekst
Brødtekst er længere, løbende tekst.
Før i tiden blev typografernes løn beregnet ud fra antallet af linjer de havde sat. Brødteksten var hurtig at sætte og det var hovedsageligt det som gav sætteren penge til det daglige brød. Brødtekst kaldes også brødsats eller brødskrift.